# Museo de los Pueblos Leoneses
El Museo de los Pueblos Leoneses, anteriormente denominado Museo Etnográfico Provincial de León, es un centro cultural ubicado en la localidad de Mansilla de las Mulas (León, España), dedicado a la conservación, estudio y difusión del patrimonio etnográfico material e inmaterial, de todas las comarcas leonesas. Dependiente del Instituto Leonés de Cultura de la Diputación de León, el museo tiene su sede, desde 2008, en el antiguo convento de San Agustín, en un edificio de nueva planta, que fue diseñado por el arquitecto Mariano Sáenz de Miera respetando la estructura del antiguo cenobio.

## Historia
En 1918 se propone la creación de un Museo Leonés de Antropología y Etnografía, pero no se hará realidad hasta que Ildefonso Fierro Ordóñez financió la construcción de un edificio que se pretendía fuera museo, biblioteca y archivo histórico del Palacio del Arte y la Cultura Leonesas. Finalmente este edificio sería la sede del Museo Etnográfico hasta su reubicación en el Convento de San Agustín en Mansilla de las Mulas.
Los fondos provienen de la colección de Julio Carro Carro, médico maragato que donó a la Diputación su colección de etnografía y arqueología. En las décadas de 1970 y 1980 se realizaron inventarios y se recogieron diversas piezas de interés. En 1994 el museo pasó a depender del Departamento de Etnografía y Patrimonio y se dotó de una sala de 250 m² que albergó la colección de forma provisional. En 1996 el museo expuso sus fondos en forma de almacén visitable hasta que en 2008 se inaugura el museo en su sede actual.
El edificio actual ha sido proyectado por Mariano Díez Sáenz de Miera, aprovechando los restos del Convento de San Agustín que permanecían en pie: una fachada de tapial de la antigua iglesia con fachada renacentista de clípeos y los escudos de los Almirantes de Castilla fundadores del convento, así como la capilla mortuoria de los señores de Viñafañe de estilo tardogótico y renacentista, y los suelos de canto cuarcítico (enchinarrados) con decoraciones simbólicas, geométricas y vegetales.
En 2021 cambió su denominación por la de Museo de los Pueblos Leoneses.

## Colección

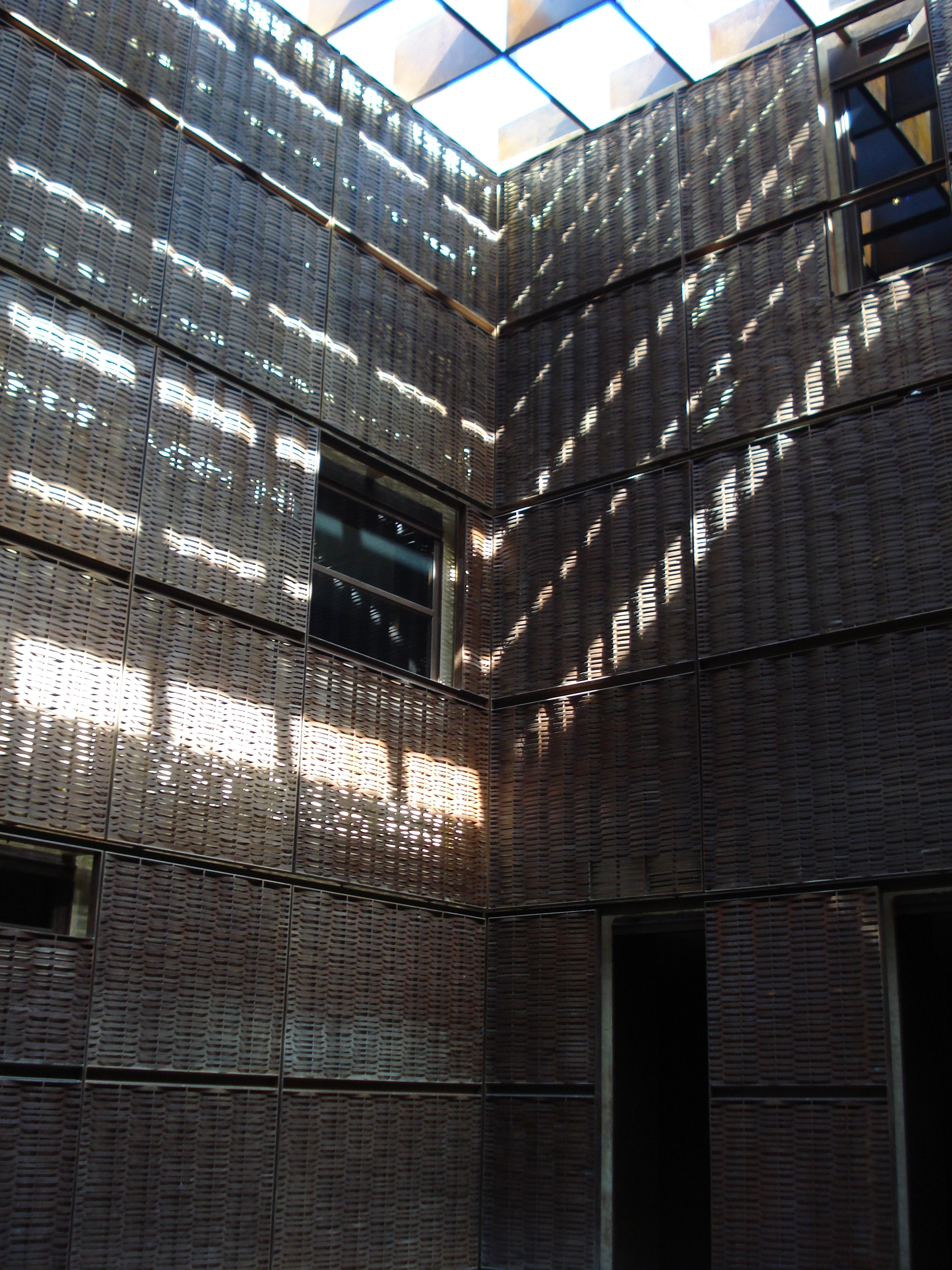
Patio interior

El museo contiene unas 7000 piezas de la cultura material etnográfica de León que se distribuyen entre las 1200 expuestas en tres plantas del edificio, más el resto de la colección en almacén en el sótano.
- PLANTA BAJA. Se muestra un resumen de la provincia de León en cuanto a paisajes y paisanajes, comarcas, historia y antropología, así como las grandes áreas de la Agricultura, la Arquitectura, el Transporte y un apéndice/epílogo dedicado a la historia de Mansilla de las Mulas. Los aperos, utensilios, dioramas, vitrinas y grandes elementos se distribuyen a lo largo de las salas en torno al patio claustral del museo. Mención especial merecen los dioramas dedicados a la cocina de llar así como la alcoba Villana, complementadas por las maquetas y grandes paneles de arquitectura vernácula diferenciada por las diferentes zonas de la provincia. También tiene un área para exposiciones temporales situada en la antigua iglesia y en la capilla de los Villafañe, donde se proyectan audiovisuales. Asimismo el patio claustral bautizado Espacio Peregrino sirve de espacio cultural participativo donde conferencias, presentaciones, conciertos o exposiciones auxiliares confirman la variada actividad del museo.

- PLANTA PRIMERA. Esta planta está dedicada a la materia prima y la transformación de los productos por el hombre. Tanto las artesanías como los oficios se desarrollan en las áreas tematizadas de la transformación del pan, el vino, la miel, la matanza, el chocolate así como la alfarería, la cestería, la guarnicionería y talabartería así como los textiles, repasando asimismo actividades como la caza y el pastoreo, la pesca u otros oficios como la forja y la carpintería.

- PLANTA SEGUNDA. La última planta está dedicada a los caracteres antropológicos propios tales como la religiosidad popular, la medicina, la albeitería y farmacopea, la indumentaria y la joyería tradicional así como a áreas generales del ciclo de la vida con las manifestaciones festivas, los aluches, los juegos tradicionales y las danzas y música asociadas, y también el ciclo festivo de romerías y antruejos entre otros. Finalmente las áreas culminan con una muy especial dedicada al gobierno del común, explicitando el concejo como una de las señas de identidad histórica de esta tierra que aún hoy existen, como fórmula comunitaria garante de la organización y la solidaridad de la sociedad leonesa tradicional.

El Museo dispone asimismo de una biblioteca de investigación denominada Biblioteca Etnográfica "Concha Casado" con más de 10000 volúmenes de bibliografía dedicada a la cultura tradicional, la antropología y la museología. Asimismo existen otros espacios como las Áreas de Didáctica, Conservación, Administración y Almacenes donde el museo desarrolla sus actividades de investigación, documentación, conservación y restauración, o de exhibición, promoción y difusión.